# Panicum chnoodes
Panicum chnoodes är en gräsart som beskrevs av Carl Bernhard von Trinius. Panicum chnoodes ingår i släktet vipphirser, och familjen gräs. Inga underarter finns listade i Catalogue of Life.